# Arnold Ruge
Arnold Ruge (født 13. september 1802 på Rügen, død 31 december 1880 i Brighton) var en tysk forfatter og politiker.
Som deltager i et studenterforbund blev han 1825 sat i 5 års statsfængsel, hvor han gav sig til at oversætte græske tragedier. 1832-36 var han privatdocent i Halle (dyrkede hegelsk filosofi) men hørte op, da han ikke fik ansættelse og udgav 1837 sin »Vorschule der Aesthetik«. Han grundlagde 1838 Tidsskriftet »Hallische Jahrbücher«, som øvede stor indflydelse ved sin litterære kritik og sin kamp med romantikken, og hvori desuden fritænkeri og radikalisme åbent kom til orde.
Af hensyn til den preussiske censur forlagdes tidsskriftet 1841 til Dresden, men her blev de
ny »Deutsche Jahrbücher« 1843 forbudt af den sachsiske regering. Han drog derfra til Paris
og forsøgte, med Karl Marx i »Deutsch-französische Jahrbücher«, at »bygge en bro til forsoning
af de to kulturfolk paa demokratisk grund«! dette foretagende maatte dog snart opgives, og
han flyttede 1846 til Zürich (havde en boghandel sammen med Jul. Fröbel) og 1847 tilbage til
Dresden, hvor han ligeledes blev boghandler.
1848 tog han virksom del i det politiske røre, valgtes til Nationalforsamlingen i Frankfurt:
hvor han med iver, men uden held, søgte at afværge sine landsmænds uretfærdigheder
imod andre folkeslag og drog i efteråret til  Berlin for at paavirke den preussiske national-
forsamling, da den tyske ikke gik vidt nok. Maj 1849 deltog han i opstanden i Sachsen og
senere ligeledes i Baden, men udvandrede 1850 til England, hvor han siden levede. Han
sluttede sig til den europæiske revolutionære propaganda under Ledru Rollin og Mazzini, men
skilte sig derfra 1852, da Kossuth kom til.
Efter 1866 udtalte han åbent sin billigelse af Tysklands ny ordning og fik 1876 ved sammenskud
af sine tyske Venner 200O0 Rm., samt 1877 af den tyske Rigsdag en årpenge på 3000 Rm
som »æresløn« for sin virksomhed til fremme af den tyske enhed. Ruge har udgivet talrige skrifter af højst ulige art, deriblandt »Poetische Bilder ans der Zeit« (2 Bd, 1847), »Politische Bilder« (2 Bd, 1848), »Revolutions-Novellen« (2 Bd, 1850).
Hans erindringer »Aus fruherer Zeitcc (4 Bd 1862—67) har ikke ringe historisk værd;
ligeledes hans »Briefwechsel und Tagebuchblätter 1825-80« (2 Bd, 1886).